# Fonscochlea billakalina
Fonscochlea billakalina é uma espécie de gastrópode  da família Hydrobiidae.
É endémica da Austrália.